# Veterinärwesen
Das öffentliche Veterinärwesen hat vielfältige Aufgaben zum Schutz von Tier und Mensch und wird von Veterinärbehörden auf allen Ebenen der Verwaltung wahrgenommen. Diese führen den Begriff Veterinärwesen entweder in ihrem Namen oder führt eine Organisationseinheit mit diesen Begriff zur Beschreibung des Zuständigkeitsbereichs.
Zum Veterinärwesen gehört die Verhütung und Bekämpfung von Tierseuchen, der Schutz von Menschen vor gesundheitlichen Gefahren durch Zoonosen, die Überwachung der Tierhygiene, die Einrichtung von Tiergesundheitsdiensten, die Veterinärangelegenheiten im internationalen Handels- und Reiseverkehr, die Schlachttier- und Fleischuntersuchung. Verschiedentlich wird auch der Tierschutz oder die Hundekontrolle in den Begriff Veterinärwesen einbezogen.
Mit der Wahrnehmung der Aufgaben des Veterinärwesens werden von Behörden eingesetzte Tierärzte betraut.

## Deutschland
Beamtete Tierärzte können über die Landestierärztekammer nach mindestens dreijähriger Tätigkeit in der Veterinärverwaltung die Qualifikation als Fachtierarzt für öffentliches Veterinärwesen erwerben.